# Robert z Clermont
Robert de Clermont (ur. 1256, zm. 7 lutego 1317) – hrabia Clermont, najmłodszy syn króla Francji Ludwika IX Świętego i jego żony Małgorzaty Prowansalskiej. 
W młodości uległ nieszczęśliwemu wypadkowi podczas turnieju (przypadkowe uderzenie buzdyganem w głowę podczas pojedynku) i praktycznie do końca życia miewał napady szaleństwa. W roku 1272 poślubił Beatrycze Burgundzką, dziedziczkę Bourbon. Z tego związku przyszło na świat sześcioro dzieci:
- Louis de Bourbon (1279 - 29 stycznia 1342), pierwszy diuk Bourbon
- Blanche (1281–1304), żona Roberta VII, hrabiego Owernii i Boulogne
- Jean (1283–1316), baron Charolais
- Marie (1285–1372), zakonnica w Poissy
- Pierre (1287–po 1330), archidiakon Paryża
- Marguerite (1289–1309), żona (1) Rajmunda Berengara z Andrii (2) Jana I, markiza Namur